# Buja Queens Football Club
Dernière mise à jour : 10 avril 2023.
Le Buja Queens Football Club est un club burundais de football féminin basé à Bujumbura.

## Histoire
Le Buja Queens Football Club est vice-champion du Burundi à l'issue de la saison 2021-2022, avant de remporter le titre lors de la saison 2022-2023 devant le Fofila PF,.

## Palmarès
- Championnat du Burundi
  - Champion : 2023.
  - Vice-champion : 2022.